# Campeonato Mundial Femenil del CMLL
Le Campeonato Mundial Femenil del CMLL que l'on peut traduire en championnat du monde féminin du CMLL est un championnat de catch individuel féminin utilisé par le Consejo Mundial de Lucha Libre (CMLL). Il est créé en juin 1992 et la japonaise Bull Nakano est la première championne après sa victoire sur Lola González (en) le 12 juin. Depuis sa création, 14 catcheuses ont détenu ce titre pour un total de 24 règnes et a été vacant à six reprises. Mercedes Moné est tenante du titre depuis le 18 juin 2025 lors de AEW Grand Slam Mexico.

## Histoire
Avant la création du championnat du monde féminin, la Empresa Mexicana de la Lucha Libre (EMLL) commence à avoir véritablement sa division féminine à partir de 1986. Cette année là, le gouvernement du district fédéral de Mexico autorise enfin les femmes à monter sur un ring de catch dans la capitale.
En 1992, le CMLL décide d'avoir son propre championnat féminin. Le 5 juin, un Torneo Cibernetico a lieu pour désigner les deux finalistes. Bull Nakano et Lola González (en) sont les dernières sur le ring et elles s'affrontent la semaine suivante,. Nakano l'emporte pour devenir la première championne.
Le 30 juillet 1994, Reina Jubuki devient championne. Elle est la première catcheuse à rendre ce titre vacant au début du mois de novembre 1996 quand elle part aux États-Unis travailler à la World Championship Wrestling. Quatre jours plus tard, le CMLL organise un tournoi opposant quatre catcheuses pour déterminer la nouvelle championne. Lady Apache l'emporte en finale face à Chaparrita Asari,.
En février 1999, le CMLL retire le titre à Mariko Yoshida (en) car elle ne le défend plus depuis juin 1998. Lady Apache récupère ce titre le 15 mai 1999 en battant La Diabólica (en). Apache va garder ce titre jusqu'à son départ pour la Asistencia Asesoría y Administración (AAA) à le 18 août 2000. Le CMLL remet la ceinture à La Diabólica un an plus tard. Cette dernière va aussi quitter le CMLL pour la AAA le 5 avril 2003.

## Liste des Règnes
| #  | Championne             | Règne | Date              | Durée       | Lieu                  | Notes | Réf    |  |
| -- | ---------------------- | ----- | ----------------- | ----------- | --------------------- | --- | ------ |  |
| 1  | Bull Nakano            | 1     | 12 juin 1992      | 282 jours   | Mexico                | Elle bat Lola González (en) pour devenir la première championne | [ 3 ]  |  |
| 2  | Xóchitl Hamada         | 1     | 21 mars 1993      | 203 jours   | Mexico                | | [ 7 ]  |  |
| 3  | La Diabólica (en)      | 1     | 10 octobre 1993   | 293 jours   | Mexico                | | [ 8 ]  |  |
| 4  | Reina Jubuki           | 1     | 30 juillet 1994   | 828 jours   | Puebla                | | [ 9 ]  |  |
| -  | Vacant                 | 1     | 4 novembre 1996   | 4 jours     |                       | Après les débuts de Reina Jubuki à la World Championship Wrestling. | [ 4 ]  |  |
| 5  | Lady Apache            | 1     | 8 novembre 1996   | 90 jours    | Mexico                | Elle bat Chaparrita Asari en finale d'un tournoi. | ,      |  |
| 6  | Mariko Yoshida (en)    | 1     | 6 février 1997    | NC          | Tokyo                 | | [ 10 ] |  |
| -  | Vacant                 | 2     | février 1999      |             |                       | Yoshida ne défend plus son titre depuis juin 1998 et le CMLL lui retire le titre. | [ 4 ]  |  |
| 7  | Lady Apache            | 2     | 15 mai 1999       | 461 jours   | Naucalpan             | Elle bat La Diabólica pour devenir championne. | [ 11 ] |  |
| -  | Vacant                 | 3     | 18 août 2000      | 365 jours   |                       | Lady Apache quitte le CMLL pour rejoindre la Asistencia Asesoría y Administración (AAA). | ,      |  |
| 8  | La Diabólica           | 2     | 18 août 2001      | 595 jours   | NC                    | On lui remet la ceinture. | [ 6 ]  |  |
| -  | Vacant                 | 4     | 5 avril 2003      | 895 jours   |                       | La Diabólica quitte le CMLL pour rejoindre la AAA. | [ 4 ]  |  |
| 9  | Marcela (en)           | 1     | 16 septembre 2005 | 266 jours   | Mexico                | Elle bat Dark Angel dans un match pour désigner la nouvelle championne. | [ 4 ]  |  |
| 10 | Hiroka (en)            | 1     | 9 juin 2006       | 199 jours   | Mexico                | | [ 12 ] |  |
| 11 | Lady Apache            | 3     | 25 décembre 2006  | 326 jours   | Mexico                | | [ 13 ] |  |
| 12 | La Amapola (en)        | 1     | 16 novembre 2007  | 1 442 jours | Mexico                | | [ 14 ] |  |
| 13 | Marcela                | 2     | 28 octobre 2011   | 29 jours    | Mexico                | | [ 15 ] |  |
| 14 | Ayumi Kurihara         | 1     | 26 novembre 2011  | 104 jours   | Tokyo                 | | [ 16 ] |  |
| 15 | Marcela                | 3     | 9 mars 2012       | 1 008 jours | Puebla                | | [ 17 ] |  |
| 16 | Syuri (en)             | 1     | 12 décembre 2014  | 119 jours   | Tokyo                 | | [ 18 ] |  |
| 17 | Marcela                | 4     | 10 avril 2015     | 336 jours   | Mexico ( Mexique)     | | [ 19 ] |  |
| 18 | Dalys la Caribeña (en) | 1     | 11 mars 2016      | 983         | Mexico ( Mexique)     | En battant Marcela, elle remporte le titre pour la première fois de sa carrière. Il s'agit du 4e règne le plus long de l'histoire du titre.                                                                | [ 20 ] |  |
| 19 | Marcela                | 5     | 19 novembre 2018  | 704         | Mexico ( Mexique)     | En prenant sa revanche sur Dalys la Caribeña, elle devient la première catcheuse à gagner 5 fois la ceinture et au plus grand nombre de règnes. Il s'agit du 7e règne le plus long de l'histoire du titre. | [ 21 ] |  |
| 20 | Princesa Sugehit (en)  | 1     | 23 octobre 2020   | 1 027       | Mexico ( Mexique)     | En battant Marcela, elle remporte le titre pour la première fois de sa carrière. Il s'agit du second règne le plus long de l'histoire du titre.                                                            | [ 22 ] |  |
| —  | Vacant                 | 5     | 16 août 2023      | 44          | Mexico ( Mexique)     | En raison d'une blessure aux vertèbres, Princesa Sugehit est contrainte d'abandonner sa ceinture. | [ 23 ] |  |
| 21 | Stephanie Vaquer       | 1     | 29 septembre 2023 | 285         | Mexico ( Mexique)     | En battant La Catalina, elle remporte le titre pour la première fois de sa carrière. | [ 24 ] |  |
| —  | Vacant                 | 6     | 10 juillet 2024   | 3           | Mexico ( Mexique)     | Après avoir annoncé son départ de la compagnie pour rejoindre la World Wrestling Entertainment, Stephanie Vaquer est contrainte d'abandonner ses ceintures.                                                | [ 25 ] |  |
| 22 | Willow Nightingale     | 1     | 13 juillet 2024   | 56          | San José (Californie) | En battant Lluvia et Viva Van dans un 3-Way match, elle remporte le titre pour la première fois de sa carrière.                                                                                            | [ 25 ] |  |
| 23 | Zeuxis                 | 1     | 13 septembre 2024 | 322         | Mexico ( Mexique)     | En battant Willow Nightingale, elle remporte le titre pour la première fois de sa carrière. | [ 26 ] |  |
| 24 | Mercedes Moné          | 1     | 18 juin 2025      | 44          | Mexico ( Mexique)     | En battant Zeuxis, elle remporte le titre pour la première fois de sa carrière. |        |  |

## Règnes combinés
| 1  | Marcela (en)           | 5 | 2343 |  |    |                |   |     |
| 2  | La Amapola (en)        | 1 | 1442 |  |    |                |   |     |
| 3  | Princesa Sugehit (en)  | 1 | 1027 |  |    |                |   |     |
| 4  | Dalys la Caribeña (en) | 1 | 983  |  |    |                |   |     |
| 5  | Lady Apache            | 3 | 877  |  |    |                |   |     |
| 6  | Reina Jubuki           | 1 | 828  |  |    |                |   |     |
| 7  | La Diabólica (en)      | 2 | 749  |  |    |                |   |     |
| 8  | Mariko Yoshida (en)    | 1 | 725  |  |    |                |   |     |
| 9  | Stephanie Vaquer       | 1 | 285  |  |    |                |   |     |
| 10 | Bull Nakano            | 1 | 282  |  |    |                |   |     |
| 11 | Zeuxis                 | 1 | 278  |  | 12 | Xóchitl Hamada | 1 | 203 |
| 13 | Hiroka (en)            | 1 | 199  |  |    |                |   |     |
| 14 | Syuri (en)             | 1 | 119  |  |    |                |   |     |
| 15 | Ayumi                  | 1 | 104  |  |    |                |   |     |
| 16 | Willow Nightingale     | 1 | 62   |  |    |                |   |     |
| 17 | Mercedes Moné          | 1 | 44   |  |    |                |   |     |